# Мосєсов Ігор Робертович

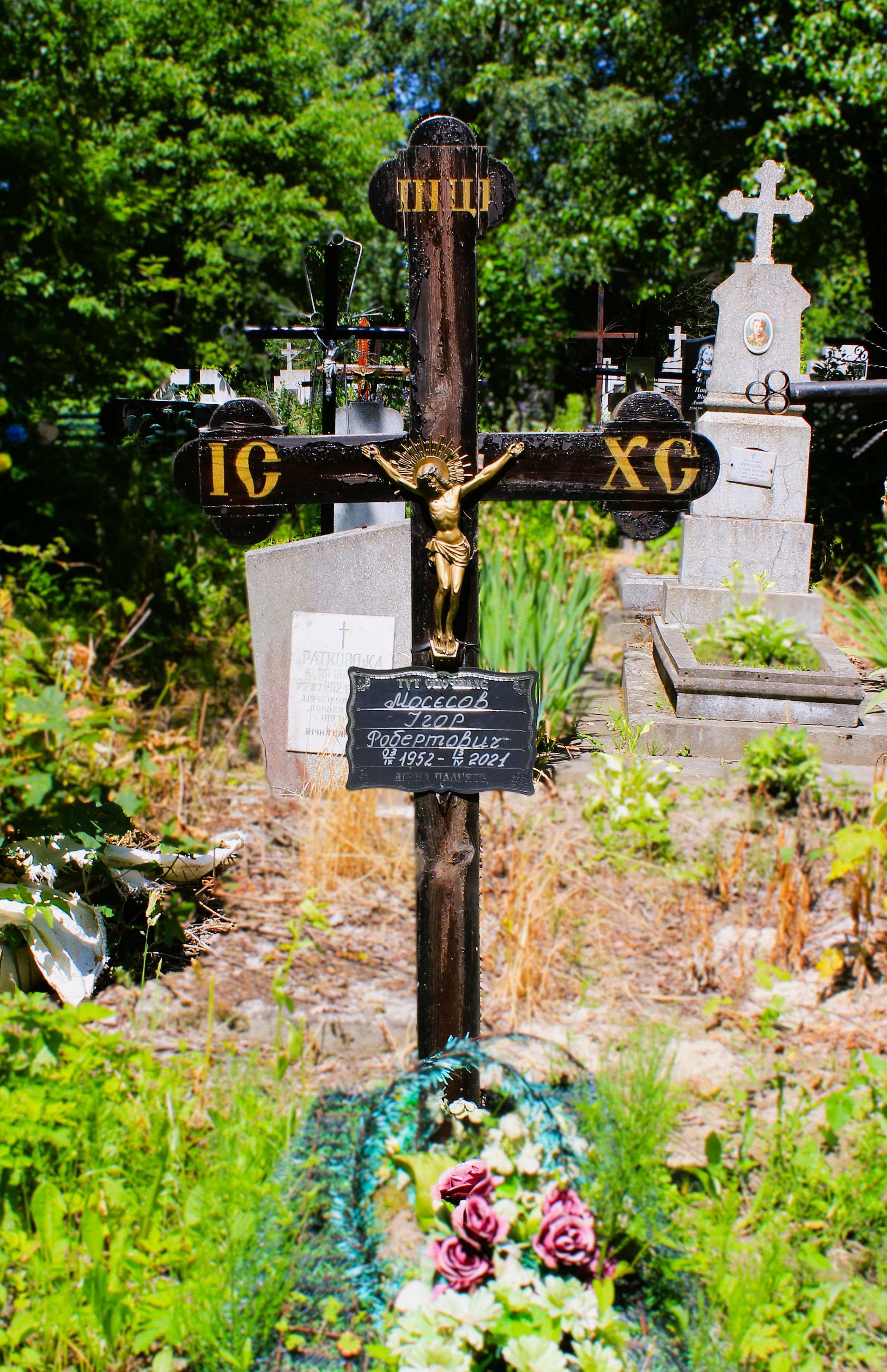
Могила Ігоря Мосєсова (1952–2021) — радіоведучого, музикознавця, ді-джея.

Ігор Робертович Мосєсов (3 вересня 1952, Львів — 13 квітня 2021, там же) — український радіоведучий, музикознавець, ді-джей вірменського походження.

## Біографія
Народився 3 вересня 1952 року у Львові. Вірменин за національністю.
Закінчив механіко-машинобудівний факультет НУ «Львівська політехніка» за спеціальністю «прилади точної механіки на основі годинникових і стрічкопротяжних механізмів».
У 1965 році почав записувати музику. У середині 1970-х років був учасником ВІА «Баллада», який виконував репертуар «від Пугачової до Мареничів».
Також займався дискотеками: був головою Львівського дискоклубу та викладав у школі диск-жокеїв.
18 вересня 1992 року вперше вийшов у ефір на радіостанції «Львівська хвиля» і відтоді протягом 30 років працював там радіоведучим. Був незмінним ведучим програми «Музика з шухлядок і не тільки», яка протягом 20 років була єдиною російськомовною програмою у Львові, однак із введенням у 2016 році мовних квот на радіо програма перейшла на українську.
З 2006 року також був ведучим програми «Jazz Pro».
Окрім роботи на радіо, працював над музичним оформленням театральних вистав «Скляний звіринець», «CLUB одиноких сердець», «Небезпечна гра» тощо у Національному академічниому драматичному театрі ім. Івана Франка, Першому театрі та Національному драматичному театрі імені Марії Заньковецької.
Підтримував феситваль Alfa Jazz Fest у Львові. Проводив лекції по історії і теорії світового джазу.
Помер у ніч на 13 квітня 2021 року. Ймовірною причиною смерті є хвороба серця, 6 квітня Ігор Мосєсов повідомив, що змушений лягти у лікарню із захворюванням серця. Міський голова Львова Андрій Садовий та громада міста висловили співчуття рідним і близьким радіоведучого.
Похований на 4 а полі Голосківського цвинтаря.

## Особисте життя
Мав брата-близнюка, який помер 10 квітня 2021 року.
Був тричі одружений. Мав двох дітей: дочку Ксенію та сина Олега, ведучого радіо «Люкс FM» та «Радіо 24», який раптово помер у 2017 році.
Був другом дитинства відомого російського політика Григорія Явлінського.